# Harpachne schimperi
Harpachne schimperi är en gräsart som beskrevs av Achille Richard. Harpachne schimperi ingår i släktet Harpachne och familjen gräs. Inga underarter finns listade i Catalogue of Life.